# Биг Рок (Илиноис)
Биг Рок (енгл. Big Rock) град је у америчкој савезној држави Илиноис.

## Демографија
По попису из 2010. године број становника је 1.126.
| Група             | 2000.    | 2010.         |
| Белци             | 0 (0,0%) | 1.073 (95,3%) |
| Афроамериканци    | 0 (0,0%) | 8 (0,7%)      |
| Азијати           | 0 (0,0%) | 2 (0,2%)      |
| Хиспаноамериканци | 0 (0,0%) | 22 (2,0%)     |
| Укупно            | 0        | 1.126         |